# Partenavia P.68
El Partenavia P.68 es un avión Italiano de seis o siete plazas, bimotor, monoplano de ala alta, construido inicialmente por Partenavia y luego por Vulcanair. Diseñado por el profesor Luigi Pascale, entró en producción en 1972. Diseñado originalmente para uso privado, ha sido usado así mismo para entrenamiento y transporte. Originalmente llamado Victor, aunque este nombre no fuera usado para el avión de producción. El P.68 Observer, que era un desarrollo Italiano/germano, tiene un morro transparente para el empleo en tareas policiales y de observación.

## Diseño y desarrollo

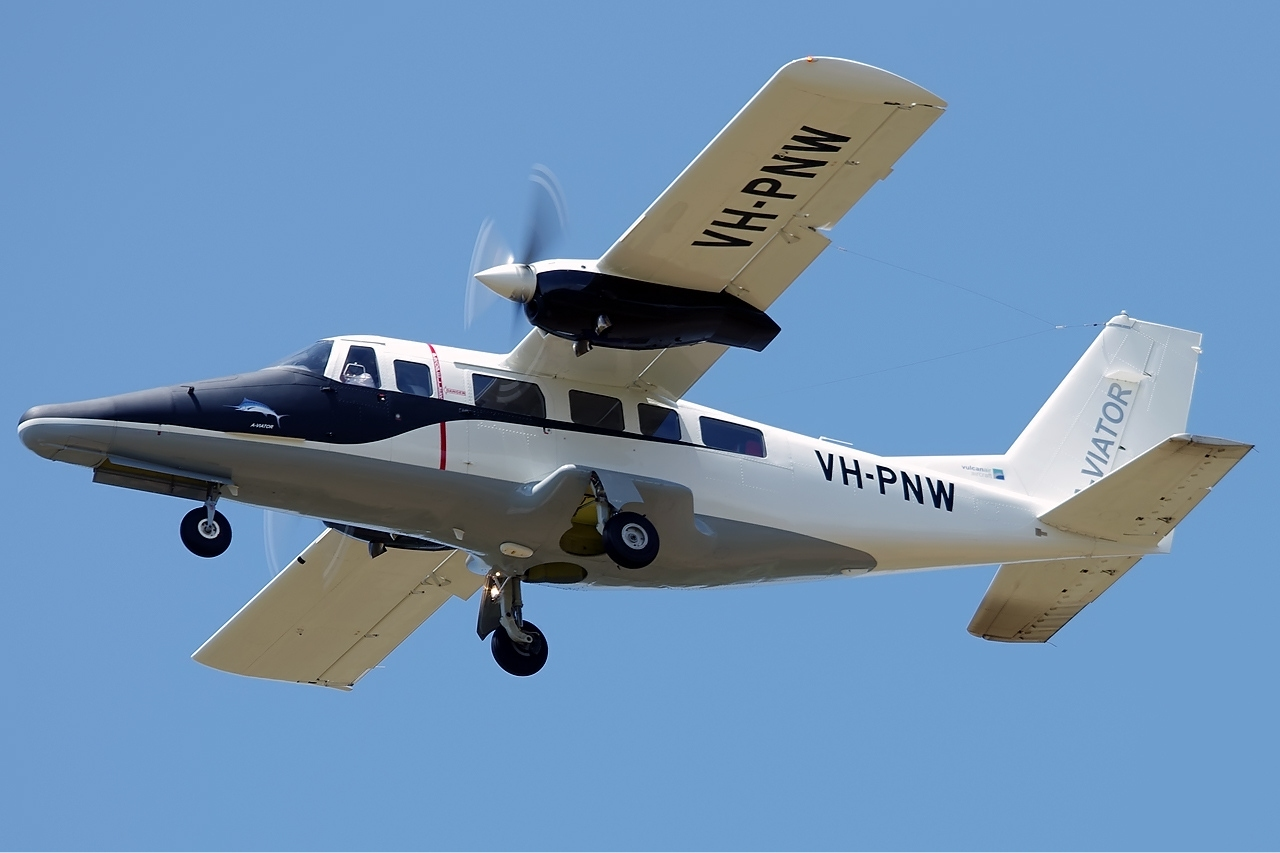
Partenavia AP.68TP-600 Viator aterrizando en el Aeropuerto de Darwin, Australia.

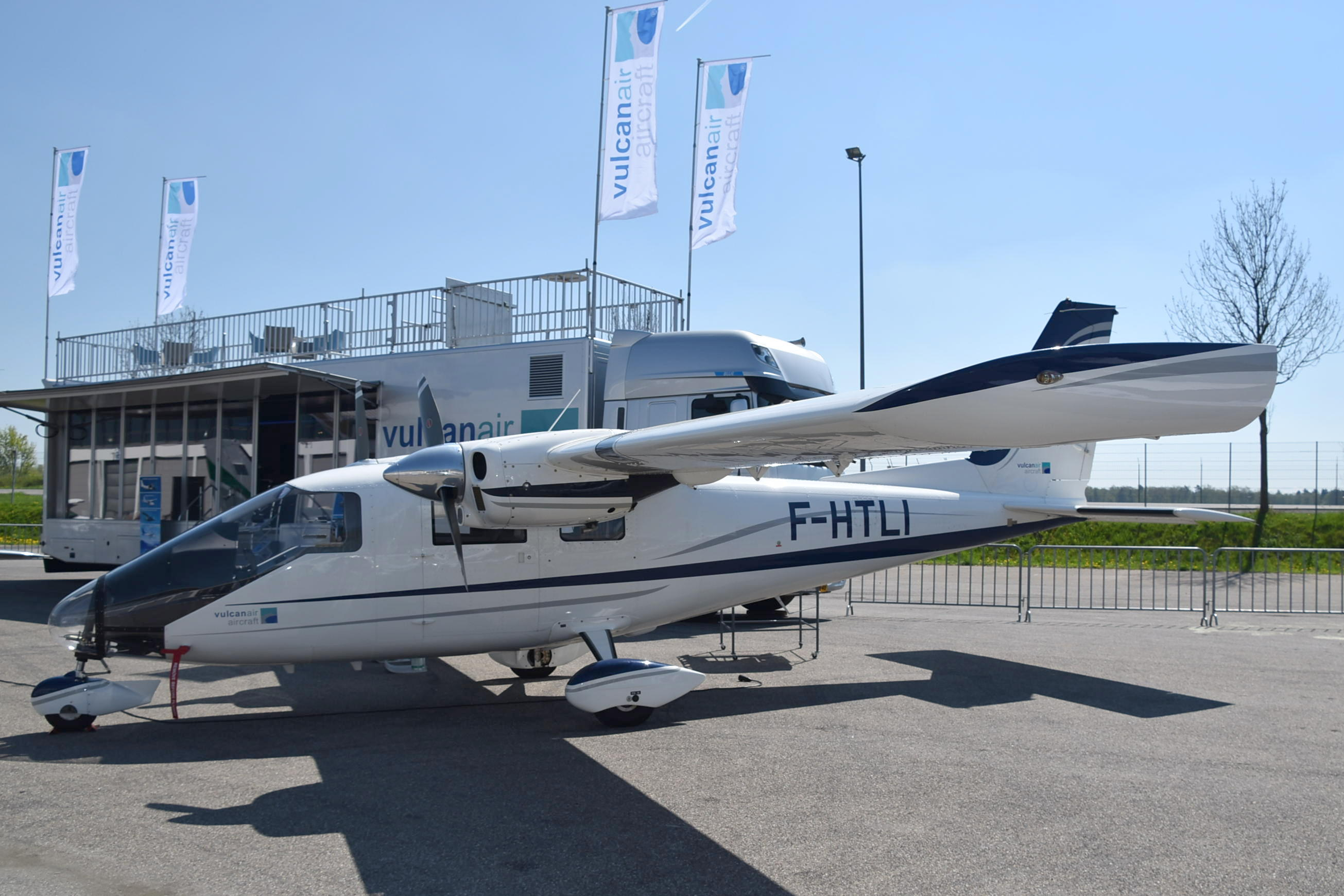
Un P.68 Observer presentado por Vulcanair en el AERO Friedrichshafen de 2016.

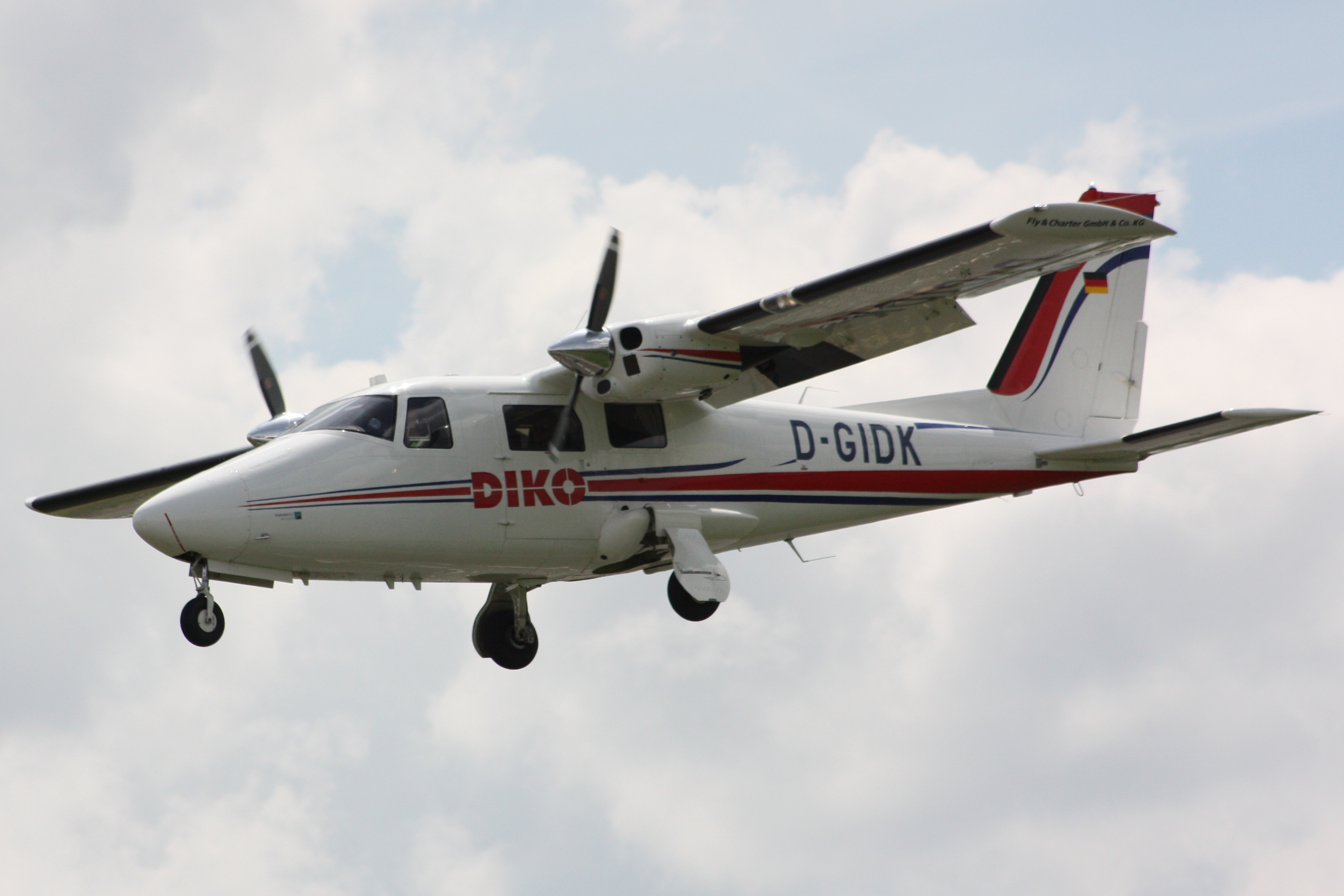
P.68R con tren de aterrizaje retráctil.

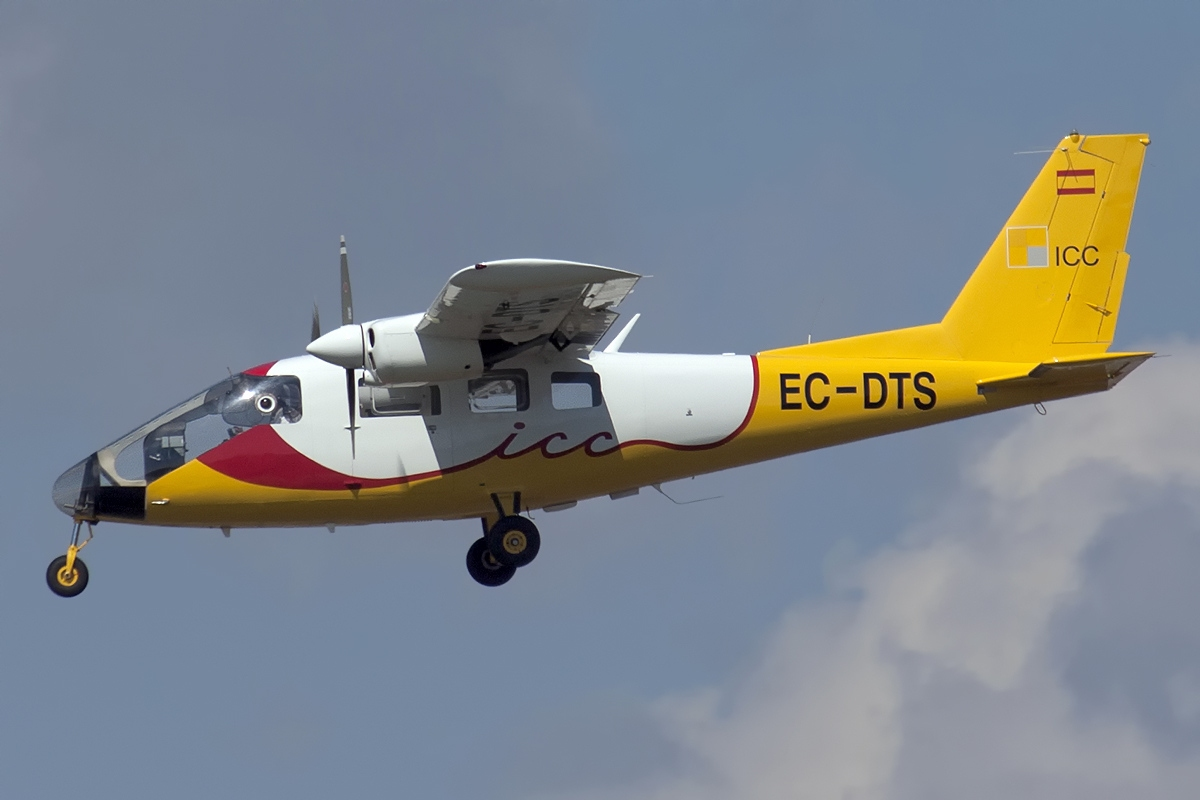
P.68 Observer con morro transparente.

Volado por primera vez el 25 de mayo de 1970, el prototipo P.68 fue construido en Arzano, Italia. Propulsado por dos motores de pistón Lycoming I0-320 de 149 kW (200 hp). La producción del P.68 comenzó en 1972 en las nuevas instalaciones en Casoria, con 13 aviones de preproducción. Estos fueron seguidos en 1974 por el P.68B con el fuselaje alargado en 15,2 cm para mejorar el acomodo en la sección delantera de la cabina. Fue reemplazado a finales de 1979 por el P.68C, que introducía una sección de proa alargada (para alojar un radar meteorológico), mayor capacidad de combustible y varios cambios interiores. El P.68C-TC, con motores turbohélice Avco Lycoming TIO-360-C1A6D de 210 hp, estuvo disponible en junio de 1980. La licencia del modelo fue obtenida por Vulcanair y todavía produce el modelo P.68C.

### Spartacus
Con la ayuda de Aeritalia comenzó el desarrollo de una versión de nueve asientos y propulsada por turbohélice, volando el primer avión (conocido originalmente como P.68 Turbo) por primera vez el 11 de septiembre de 1978 y usando motores turbohélice Allison 250. Este aparato tenía el tren de aterrizaje triciclo y retráctil, pero el segundo prototipo, designado AP.68TP Serie 100 llevaba tren fijo. Apareció acto seguido el avión de producción tipo Serie 300 Spartacus, este aparato tiene un tren de aterrizaje fijo; el primero de ellos voló el 1 de abril de 1983. Más tarde, una versión de tren de aterrizaje retráctil fue construida como el Viator.

### Observer
En cooperación con la compañía germana Sportavia-Pützer, se modificó el P.68 reemplazando una sección de proa por una estructura transparente a base de plexiglás que proporciona un campo de visión hacia abajo y adelante tan bueno como el de cualquier helicóptero. Promocionándolo como P.68 Observer, es una versión especializada de patrulla y observación (Seguridad). Inicialmente, los aparatos de observación eran simplemente una conversión de ejemplares existentes, pero finalmente fueron unos aviones completamente nuevos construidos por Partenavia.

## Variantes
P.68
Versión de producción inicial, 14 construidos.
P.68B
P.68 con fuselaje alargado en 15,2 cm para crear más espacio e interior de seis-asientos, 190 construidos.
P.68 Observer
P.68B modificado con morro completo de cristal, alrededor de 21 construidos o modificados.
P.68C
P.68B con morro alargado y depósitos de combustible integrales, alrededor de 114 construidos.
P.68C-TC
Versión del P.68C con motores turbohélice Lycoming TI0-360-C1A6D de 200 hp.
P.68R
P.68B con tren de aterrizaje retráctil, uno construido.
P.68T
P.68R con fuselaje alargado, morro alargado y turbohélices Allison 250-B17B, cuatro construidos.
AP.68TP
Primer prototipo propulsado por turbohélice. Voló por primera vez el 11 de septiembre de 1978.
AP.68TP-100
Segundo prototipo propulsado por turbohélice.
AP.68TP-300 Spartacus
P.68T con tren de aterrizaje fijo, más de 13 construidos.
AP.68TP-600 Viator
Spartacus con tren de aterrizaje retráctil, morro alargado y fuselaje más estilizado, alrededor de 6 construidos.
Spartacus RG
Equipado con tren de aterrizaje retráctil.
Spartacus -10
Versión del Spartacus RG con fuselaje más estilizado.

## Operadores

### Militares y gubernamentales
Alemania
- Policía estatal de Hesse[1]

 Bahamas
- Real Fuerza de Defensa de las Bahamas[2]

Bofutatsuana (antiguo)
- Fuerza Aérea de Bofutatsuana[3]

 Chile
- Armada de Chile[2]

 Estados Unidos
- California Department of Fish and Game[4]
- Policía Estatal de Nueva York[5]
- Tennessee Wildlife Resources Agency[6]
- Washington State Department of Natural Resources[7]
- Florida Fish & Wildlife Conservation Commission[8]

 Italia
- Polizia di Stato[9]

 Reino Unido
- Servicio Aéreo de la Policía Nacional[10]

## Especificaciones (P.68C)
Referencia datos: Folleto de Vulcanair

### Características generales
- Tripulación: Uno (piloto)
- Capacidad: Más de cinco pasajeros
- Longitud: 9,6 m (31,3 ft)
- Envergadura: 12 m (39,4 ft)
- Altura: 3,4 m (11,2 ft)
- Peso vacío: 1420 kg (3129,7 lb)
- Peso máximo al despegue: 2084 kg (4593,1 lb)
- Planta motriz: 2× motor bóxer de 4 cilindros refrigerado por aire Lycoming IO-360-A1B6.
  - Potencia: 150 kW (207 HP; 204 CV) cada uno.
- Hélices: Bipala
- Capacidad de combustible: 670 L

### Rendimiento
- Velocidad crucero (Vc): 301 km/h (187 MPH; 163 kt) (económico, a 3050 m (10 000 pies))
- Velocidad de entrada en pérdida (Vs): 106 km/h (66 MPH; 57 kt) (flaps abajo, sin motor)
- Alcance: 2043 km (1103 nmi; 1269 mi) (crucero económico, combustible estándar)
- Techo de vuelo: 5490 m (18 012 ft)
- Régimen de ascenso: 6 m/s (1181 ft/min)

## Aeronaves relacionadas

### Aeronaves similares
- Diamond DA62
- Aero Commander 500
- Beechcraft Baron
- Cessna 310
- Piper PA-34 Seneca
- Britten-Norman BN-2 Islander

### Secuencias de designación
- Secuencia P._ (interna de Partenavia): ← P.59 - P.64 - P.66 - P.68 - P.70 - P.86